# Cratere Langrenus
Langrenus è un grande cratere lunare di 131,98 km situato nella parte sud-orientale della faccia visibile della Luna, in prossimità del terminatore.
La parete interna del cratere Langrenus è ampia e irregolarmente terrazzata, con una larghezza media di 20 chilometri. Il terrapieno esterno è irregolare e collinare.  La raggiera si estende verso Ovest sul Mare Fecunditatis.
L'interno del cratere possiede un'albedo maggiore della superficie circostante e il cratere risalta quando direttamente illuminato dalla luce solare. Il fondo del cratere è coperto da numerosi macigni e risulta leggermente irregolare nella metà nordorientale. I picchi centrali si elevano di circa un chilometro dal fondo; un alto picco, di 3 km di altezza, è presente anche sul bordo orientale.
Audouin Dollfus dell'osservatorio di Parigi ha registrato il 30 dicembre 1992 una serie di lampi provenienti dal fondo del cratere, utilizzando un telescopio di un metro di diametro. I lampi manifestarono variazioni nel tempo e il professor Dollfus ritenne che fossero stati originati da emissioni gassose. Il cratere non è stato sede di altri fenomeni lunari transienti.
Il cratere è dedicato all'astronomo fiammingo Michael Florent van Langren. Autore della prime mappa della Luna che assegnava nomi a numerose caratteristiche, diede a questo cratere il proprio nome. Curiosamente, di tutti i nomi da lui assegnati, questo è l'unico che sia stato mantenuto.

## Crateri correlati
Alcuni crateri minori situati in prossimità di Langrenus sono convenzionalmente identificati, sulle mappe lunari, attraverso una lettera associata al nome.
| Langrenus | Coordinate            | Diametro (in km) |
| --------- | --------------------- | ---------------- |
| E         | 12°43′48″S 60°43′12″E | 31,03            |
| G         | 12°10′12″S 65°27′36″E | 21,9             |
| H         | 8°01′48″S 64°17′24″E  | 25,24            |
| L         | 12°40′12″S 61°55′12″E | 12,64            |
| M         | 9°49′12″S 66°24′36″E  | 18,17            |
| N         | 8°58′48″S 65°44′24″E  | 12,54            |
| P         | 12°02′24″S 63°00′36″E | 42,27            |
| Q         | 11°59′24″S 60°41′24″E | 12,88            |
| R         | 7°45′36″S 63°45′00″E  | 5,43             |
| S         | 6°43′12″S 64°47′24″E  | 8,92             |
| T         | 4°47′24″S 62°18′00″E  | 40,01            |
| U         | 12°39′S 57°09′E       | 4,21             |
| V         | 13°13′48″S 55°56′24″E | 5,01             |
| W         | 8°40′12″S 67°19′12″E  | 22,04            |
| X         | 12°21′00″S 64°42′36″E | 23,58            |
| Y         | 7°52′48″S 66°51′36″E  | 28,99            |
| Z         | 7°10′48″S 66°15′36″E  | 20,82            |